# Campionati italiani di triathlon lungo
La Federazione Italiana Triathlon ha organizzato annualmente i Campionati italiani di triathlon lungo.

## Albo d'oro

### Uomini
| Anno | Oro                      | Argento              | Bronzo               |
| ---- | ------------------------ | -------------------- | -------------------- |
| 1994 | Fabrizio Ferraresi       | Giancarlo Bettin     | Marino Rocca         |
| 1995 | Fabrizio Ferraresi (2)   | Massimo Guadagni     | Gianfranco Coppa     |
| 1996 | Federico Girasole        | Giancarlo Bettin     | Matteo Mormorunni    |
| 1997 | Massimo Guadagni         | Marco Marchese       | Federico Girasole    |
| 1998 | Massimo Guadagni (2)     | Nicola Carpanese     | Andrea Babini        |
| 1999 | Nicola Carpanese         | Alessandro Vannacci  | Marco Marchese       |
| 2000 | Gianpietro De Faveri     | Diego Gazzari        | Stefano Paoli        |
| 2001 | Gianpietro De Faveri (2) | Stefano Paoli        | Marco Salamon        |
| 2002 | Marco Stradi             | Diego Gazzari        | Gianpietro De Faveri |
| 2003 | Gianpietro De Faveri (3) | Maurizio Carta       | Marco Salamon        |
| 2004 | Federico Girasole (2)    | Gianpietro De Faveri | Sebastian Pedraza    |
| 2005 | Stefano Paoli            | Leonardo Simoncini   | Federico Girasole    |
| 2006 | Gianpietro De Faveri (4) | Fermo Bernasconi     | Federico Girasole    |
| 2007 | Gianpietro De Faveri (5) | Gabriele Pertusati   | Massimo Cigana       |
| 2008 | Alberto Casadei          | Massimo Cigana       | Alessandro Degasperi |
| 2009 | Sebastian Pedraza        | Leonardo Simoncini   | Marco Quintavalle    |
| 2010 | Matteo Annovazzi         | Leonardo Simoncini   | Alberto Roviera      |
| 2011 | Domenico Passuello       | Matteo Annovazzi     | Leonardo Simoncini   |

### Donne
| Anno | Oro                      | Argento              | Bronzo                |
| ---- | ------------------------ | -------------------- | --------------------- |
| 1994 | Mirella Gandellini       | Astrid Perathoner    | Manuela Ianesi        |
| 1995 | Mirella Gandellini (2)   | Daniela Locarno      | Claudia Casola        |
| 1996 | Mirella Gandellini (3)   | Manuela Ianesi       | Monica Ferrari        |
| 1997 | Mirella Gandellini (4)   | Astrid Perathoner    | Alessia Bertolino     |
| 1998 | Astrid Perathoner        | Mirella Gandellini   | Francesca Bentivoglio |
| 1999 | Edith Niederfriniger     | Francesca Tibaldi    | Mirella Gandellini    |
| 2000 | Silvia Riccò             | Mirella Gandellini   | Edith Niederfriniger  |
| 2001 | Daniela Locarno          | Edith Niederfriniger | Manuela Ianesi        |
| 2002 | Daniela Locarno (2)      | Edith Niederfriniger | Manuela Ianesi        |
| 2003 | Dina Braguti             | Manuela Ianesi       | Martina Dogana        |
| 2004 | Stefania Bonazzi         | Cinzia Arduzzoni     | Simonetta Lazzarotto  |
| 2005 | Martina Dogana           | Lisa Desiderà        | Anna Quagliaro        |
| 2006 | Martina Dogana (2)       | Manuela Ianesi       | Lisa Desiderà         |
| 2007 | Edith Niederfriniger (2) | Martina Dogana       | Lisa Desiderà         |
| 2008 | Martina Dogana (3)       | Anna Quagliaro       | Maria Alfonsa Sella   |
| 2009 | Martina Dogana (4)       | Valentina Filipetto  | Maria Alfonsa Sella   |
| 2010 | Valentina Filipetto      | Martina Dogana       | Francesca Tibaldi     |
| 2011 | Edith Niederfriniger (3) | Maria Alfonsa Sella  | Laura Mazzucco        |

## Medagliere per società
| Società sportiva            | Oro | Argento | Bronzo | Tot. |
| --------------------------- | --- | ------- | ------ | ---- |
| G.P. Triathlon              | 4   | 3       | 5      | 12   |
| Tri. Rari Nantes Marostica  | 4   | 2       | 2      | 8    |
| Zeppelin Triathlon Team     | 3   | 3       | 1      | 7    |
| Silca Ultralite             | 3   | 1       | 0      | 4    |
| Läufer Club Bozen           | 2   | 9       | 5      | 16   |
| Esercito                    | 2   | 1       | 0      | 3    |
| Stradivari Triathlon Team   | 2   | 1       | 0      | 3    |
| Happidea Triathlon          | 2   | 0       | 1      | 3    |
| Sport Club Merano Triathlon | 2   | 0       | 0      | 2    |
| Forhans Team                | 1   | 2       | 0      | 3    |
| Peperoncino Team            | 1   | 1       | 3      | 5    |
| Bianchi-Keyline             | 1   | 1       | 1      | 3    |
| Jhonny Tri Forhans          | 1   | 1       | 0      | 2    |
| Torino Triathlon            | 1   | 1       | 0      | 2    |
| Pasta Granarolo             | 1   | 0       | 2      | 3    |
| DDS                         | 1   | 0       | 1      | 2    |
| Triathlon Club Milano       | 1   | 0       | 1      | 2    |
| F.I.Tri.                    | 1   | 0       | 0      | 1    |
| Fiamme Azzurre              | 1   | 0       | 0      | 1    |
| Pettinelli Triathlon        | 1   | 0       | 0      | 1    |
| Triathlon Team Arona        | 1   | 0       | 0      | 1    |
| T.D. Rimini                 | 0   | 2       | 2      | 4    |
| Fun Tri Team                | 0   | 2       | 0      | 2    |
| Fumane Triathlon            | 0   | 1       | 1      | 2    |
| CUS Parma CSL               | 0   | 1       | 0      | 1    |
| CUS Udine                   | 0   | 1       | 0      | 1    |
| Libertas Triathlon Terni    | 0   | 1       | 0      | 1    |
| Minerva Roma                | 0   | 1       | 0      | 1    |
| Padova Triathlon            | 0   | 1       | 0      | 1    |
| Fri Team                    | 0   | 0       | 2      | 2    |
| Lazio Triathlon             | 0   | 0       | 1      | 1    |
| Alba Triathlon              | 0   | 0       | 1      | 1    |
| All Stars Napoli            | 0   | 0       | 1      | 1    |
| Excalibur Club              | 0   | 0       | 1      | 1    |
| Jhonny Triathlon            | 0   | 0       | 1      | 1    |
| Toscana Triathlon Team      | 0   | 0       | 1      | 1    |
| Triathlon Lecco             | 0   | 0       | 1      | 1    |
| Triteam                     | 0   | 0       | 1      | 1    |
| S.Baracca Lugo              | 0   | 0       | 1      | 1    |

## Edizioni
| Anno | Località         | Regione               |
| ---- | ---------------- | --------------------- |
| 1994 | Milano Idroscalo | Lombardia             |
| 1995 | Marina di Campo  | Toscana               |
| 1996 | Marina di Campo  | Toscana               |
| 1997 | Marina di Campo  | Toscana               |
| 1998 | Follonica        | Toscana               |
| 1999 | Ronzone          | Trentino-Alto Adige   |
| 2000 | Candia Canavese  | Piemonte              |
| 2001 | Idro             | Lombardia             |
| 2002 | Barcis           | Friuli-Venezia Giulia |
| 2003 | Alghero          | Sardegna              |
| 2004 | Farra d'Alpago   | Veneto                |
| 2005 | Gabicce Mare     | Marche                |
| 2006 | Misano Adriatico | Emilia-Romagna        |
| 2007 | Candia Canavese  | Piemonte              |
| 2008 | Viverone         | Piemonte              |
| 2009 | Candia Canavese  | Piemonte              |
| 2010 | Bellagio         | Lombardia             |
| 2011 | Candia Canavese  | Piemonte              |